# Exèrcit de la Conquesta
L'Exèrcit de la Conquesta (àrab: جيش الفتح, Jayx al-Fatḥ) és una aliança de faccions rebels islamistes sirianes. La coalició es va formar en el març del 2015 per part de les faccions rebels actives en la governació de Idlib, amb algunes faccions actives en les governacions de Hama i Latakia. En el curs dels següents mesos, van conquerir la major part de la governació d'Idlib. Aquesta coalició és recolzada per Aràbia Saudita i Turquia. A l'octubre del 2015, l'Institut per a l'Estudi de la Guerra, una institució basada a Washington DC, considerava l'Exèrcit de la Conquesta com un dels grups més poderosos a les zones d'Idlib, Hama, en la governació de Daraa i a Quneitra, malgrat no comptar amb una presència important en la Governació de Damasc. Aquesta coalició és considerada com una organització contrària al règim de Baixar al-Àssad, i contrària al grup xiïta libanès Hesbol·là, però no necessàriament contraria a l'Estat Islàmic de l'Iraq i el Llevant.

## Grups participants
En el seu inici, l'Exèrcit de la Conquesta estava format per set grups fundacionals, tres d'ells; el Front Al-Nusra, Ahrar al-Sham, i Jund Al-Aqsa, estaven directament connectats amb la xarxa d'Al-Qaida, o bé tenien la seva mateixa ideologia. Ahrar al-Sham i el Front Al-Nusra junts, representen el 90 per cent de les seves tropes. Una altra facció islamista prominent a la sala d'operacions conjunta era un grup proper ideològicament als Germans Musulmans, la Legió del Xam. La coalició de l'Exèrcit de la Conquesta ha col·laborat amb les faccions més moderades de l'Exèrcit Lliure Sirià, i amb els cavallers de la Brigada de la Justícia. L'èxit inicial de la coalició ha estat atribuït a la seva forta coherència. D'altra banda, l'ús del nom de les diferents faccions individuals que formen part de la coalició, ha estat prohibit per part d'aquesta, quan aquestes faccions duen a terme operacions militars conjuntes.

## Història de la coalició

### Formació
L'Exèrcit de la Conquesta va declarar la seva formació el 24 de març del 2015. El mateix dia, una font propera a l'Oposició Síria, va afirmar que uns 50 soldats del Govern sirià, havien desertat, i s'havien sumat a les files de la coalició rebel. L'Exèrcit de la Conquesta va capturar la ciutat de Idlib el 28 de març de 2015. En els mesos següents, van liderar l'ofensiva rebel, que va expulsar a les forces governamentals de la major part de la governació de Idlib. Després d'aquest èxit, branques addicionals de l'Exèrcit de la Conquesta es van establir en altres parts de Síria. La coalició estava formada parcialment, seguint el model del Front Sud de l'Exèrcit Lliure Sirià, i al seu torn altres coalicions rebels com l'Exèrcit de la Victòria, han estat formades seguint el model de l'Exèrcit de la Conquesta.

### Expansió de la coalició a la resta de Síria
A principis de maig del 2015, la coalició rebel va formar una nova branca en l'oest de les Muntanyes de Qalamun, aquest grup es deia Jaish al-Fath al-Qalamun. Aquest grup al seu torn va ser reemplaçat per una facció independent anomenada Saraya al-Sham, que va tractar d'unir a totes les faccions rebels a l'oest de les Muntanyes de Qalamun. També al juny, el Front Al-Nusra va realitzar una declaració demanant a l'oposició siriana a l'Est de l'àrea de Guta, prop de Damasc, per formar una coalició semblant, però aquesta proposta va ser rebutjada pel Comandament Militar Unificat de l'Est de Guta, un grup rebel que inclou a la major part de les faccions que operen a l'àrea.
A l'octubre del 2015 els membres de l'Exèrcit de la Conquesta, del Front Al-Nusra, i d'Ahrar al-Sham, juntament amb altres grups van formar Jund al-Malahm, una sala d'operacions conjunta a l'àrea Est de Guta, prop de Damasc, en competició directa amb l'aliança del Comandament Militar Unificat de l'Est de Guta. La Unió Islàmica de Ajnad al-Sham, és un altre consell militar que es va unir a aquesta nova sala d'operacions conjunta. El 20 de juny, es va establir l'Exèrcit de la Conquesta a la Regió del Sud, i va prendre part en la campanya de Quneitra. La coalició inclou als següents grups rebels: moviment Ahrar al-Sham, Front Al-Nusra, Coalició Fatah al-Sham, Brigada Al-Yihad, Agrupació de Combatents Nawa, Brigada Al-Tahid, Brigada Ansar Al-Haqa i Brigada Islàmica d'Al-Omarein. 

### Reorganització
El 23 d'octubre de 2015, Jund Al-Aqsa va anunciar la seva separació de Jaysh al-Fath, suposadament a causa de desacords amb Ahrar al-Sham sobre l'aplicació de la llei islàmica (Xaria) a les zones sota el seu control. Després d'aquests fets, va haver-hi informes no confirmats, que el Front Al-Nusra, en un acte de solidaritat cap a Jund Al-Aqsa, va abandonar la coalició, i que Jund Al-Aqsa tornaria a formar part de la coalició. A principis del 2016, la Legió del Xam va anunciar que abandonava la coalició, per a redesplegar les seves tropes a Alep, però també a causa de tensions amb Jund Al-Aqsa. En el maig del 2016, l'Exèrcit de la Conquesta va anunciar que iniciava un procés de reestructuració, i que trencava els seus lligams amb Jund Al-Aqsa, a més va afirmar que s'havia aliat amb la Legió del Xam. Així mateix el Partit Islàmic de Turquestan, un grup gihadista format per uigurs de l'oest de la Xina, va anunciar el seu suport a la coalició.